# Bibbi Lindgren-Widmark
Birgit (Bibbi) Fredrika Lindgren-Widmark, född 1 mars 1920 i Skellefteå, död 9 maj 2003 i Uppsala, var en svensk textilkonstnär och teaterdekoratör.
Hon var dotter till första lantbruksingenjören John Lindgren och Nanna Wiksten och gift 1945–1956 med arkivarien Gusten Widmark. Hon studerade privat för Eivor Kihlstedt 1938 och vid Tekniska skolan 1939–1941 samt batik konst för Gösta Sandberg 1951. Hon genomförde ett antal studieresor i Europa till bland annat Spanien, Finland, Nederländerna och ett flertal gånger till Frankrike. Hon drev konsthantverksbutiken Trolltyg i Uppsala 1951–1960 där hon arbetade med dekorativa textilier av olika slag. Bland hennes offentliga arbeten märks en tygredå Pilar vid Lantbrukshögskolan i Uppsala samt textila applikationer vid Tiundaskolan i Uppsala. Vid sidan av sitt eget skapande var hon anlitad som teaterdekoratör. Separat ställde hon bland annat ut i Skellefteå och Umeå och hon medverkade i ett flertal konsthantverksutställningar. Lindgren-Widmark är gravsatt i minneslunden på Uppsala gamla kyrkogård.